# Systematic Chaos
Systematic Chaos es el noveno álbum en estudio de la banda de metal progresivo Dream Theater. Este álbum tiene la distinción de ser el primer disco de la banda grabado con Roadrunner Records.
Producido por Mike Portnoy (batería) y John Petrucci (guitarrista), y escrito y grabado en Avatar Studios en Nueva York y con Paul Northfield como ingeniero de sonido, la mezcla de Systematic Chaos se hizo en el Día de San Valentín. El anuncio de la lista de canciones junto a su última masterización se realizó el 21 de febrero, para luego ser lanzado el 5 de junio. Junto al CD, existe una edición especial, donde se encuentra el álbum normal, y un DVD que contiene Systematic Chaos grabado en sonido 5.1 y un documental de 90 minutos de duración llamado Chaos in Progress - The Making of Systematic Chaos.

## Descripción
De acuerdo a Mike Portnoy, en una entrevista brindada a Tama, describe al álbum como: "Técnico y pesado, poderoso y dinámico. Todos los elementos que los fanes esperan de un álbum de Dream Theater. Todos los estilos y sonidos están intactos, pero quisimos hacerlo como una gran explosión sonora. Es muy dramático y agresivo".

## Listado de pistas
1. "In the Presence of Enemies Pt.1" (9:00) Letras por John Petrucci
  - I. "Prelude" (Instrumental)
  - II. "Resurrection"
2. "Forsaken" (5:36) Letras por John Petrucci
3. "Constant Motion" (6:55) Letras por Mike Portnoy
4. "The Dark Eternal Night" (8:51) Letras por John Petrucci
5. "Repentance" (10:43) Letras por Mike Portnoy
  - VIII. "Regret" - 7:08
  - IX. "Restitution" - 3:35
6. "Prophets of War" (6:01) Letras por James LaBrie
7. "The Ministry of Lost Souls" (14:57) Letras por John Petrucci
8. "In the Presence of Enemies Pt.2" (16:38) Letras por John Petrucci
  - III. "Heretic"
  - IV. "The Slaughter of the Damned"
  - V. "The Reckoning" (Instrumental)
  - VI. "Salvation"

## Intérpretes
- James LaBrie – Voz
- John Myung – Bajo, Chapman Stick
- John Petrucci – Guitarras, Coros
- Mike Portnoy – Batería, Coros
- Jordan Rudess – Teclados, Continuum, Lap Steel Guitar, Roland VP-550 (Teclado procesador de Voz)

## Trivia
- Cincuenta fanes neoyorquinos de la banda tuvieron la oportunidad de grabar coros en "Prophets of War", así como en "In the Presence of Enemies Pt. 2".
- "Repentance", la quinta pista del álbum, representa los pasos 8 y 9 de los doce pasos del programa de Alcohólicos Anónimos, precedida por The Root of All Evil en Octavarium.
- "Constant Motion" fue lanzado como sencillo el 27 de abril. Se permitió la descarga gratuita desde la página web oficial de Roadrunner Records.
- Según declaraciones de Mike Portnoy, hubo pocas razones para dividir "In the Presence of Enemies" en dos partes; una de ellas por considerar una buena manera de comenzar el álbum, así como finalizarla, mientras aún es una sola canción, lo que hace que tenga la duración de 25:38 minutos, convirtiéndose en la segunda más larga composición hecha por Dream Theater.
- El 25 de diciembre de 2006, Mike Portnoy mostró un videoclip de 6 minutos de duración bajo el nombre de "Pumpkin King", que más tarde tomaría el nombre de "In the Presence of Enemies".
- Dream Theater no producía algún sencillo desde Scenes from a Memory con "Through her Eyes".
- El 9 de mayo de 2007, La banda realizó un video en estudio de la canción "The Dark Eternal Night".
- En los créditos se menciona a Joe Satriani, Steve Vai, Daniel Gildenlöw y Neal Morse que aparecen por cortesía de sus respectivas discográficas. Ellos ponen algunas de las voces que se escuchan en "Repentance". Sin embargo en dicho tema se mencionan otros músicos y/o cantantes como invitados especiales: Mikael Åkerfeldt, Jon Anderson, David Ellefson, Steve Hogarth, Chris Jericho, Corey Taylor y Steven Wilson, que no figuran en los créditos finales.
- La canción "Constant Motion" viene incluida en el contenido descargable de los juegos Rock Band y Rock Band 2, y está situada en el último nivel del juego, ya que algunos fanes de Dream Theater y gamers que frecuentan este tipo de juegos concuerdan que es la canción más difícil del juego, debido al número de notas que se ejecutan en la parte del solo de guitarra.

- Datos: Q826828